# Софія Урсула Дельменгорстська
Софія Урсула Дельменгорстська (нім. Sophie Ursula von Delmenhorst), також Софія Урсула Ольденбурзька (нім. Sophie Ursula von Oldenburg) та Софія Урсула Ольденбург-Дельменгорстська (нім. Sophie Ursula von Oldenburg und Delmenhorst, 20 грудня 1601 — 15 травня 1642) — графиня Дельменгорстська з Ольденбурзької династії, донька графа Дельменгорсту Антона II та брауншвейзької принцеси Сибілли Єлизавети, дружина графа Барбі-Мюлінгену Альбрехта Фрідріха.

## Біографія
Народилась 20 грудня 1601 року у Дельменгорсті. Стала первістком в родині графа Дельменгорсту Антона II та його дружини Сибілли Єлизавети Брауншвейг-Данненберзької, з'явившись на світ на другий рік їхнього подружнього життя. Згодом сімейство поповнилося десятьма молодшими дітьми.
Батько намагався пожвавити економіку та підтримував розвиток будівництва в країні. Його не стало, коли Софії Урсулі виповнилося 17 років. Матір більше не одружувался, здійснюючи регентство при малолітніх синах. Від 1633 року брат Крістіан правив самостійно.
У 31-річному віці стала дружиною 36-річного графа Барбі-Мюлінгену Альбрехта Фрідріха. Весілля пройшло 27 березня 1633 року. Наречений правив разом зі своїм молодшим братом Йостом Ґюнтером. У подружжя народилося п'ятеро дітей.
Під час Тридцятилітньої війни сімейство мешкало у графа Шварцбурга-Рудольштадту Людвіга Гюнтера I, одруженого з сестрою Софії Урсули, в його палаці Гайдексбург.
Альбрехт Фрідріх пішов з життя у грудні 1741 року. Софія Урсула пережила його на кілька місяців і померла навесні 1642 року. Як і чоловік, похована в Барбі.

## Родина
Чоловік — Альбрехт Фрідріх
Діти:
- Крістіна Єлизавета (1634—1681) — дружина князя Брауншвейг-Вольфенбюттеля Рудольфа Августа, мала трьох доньок;
- Юстіна Софія (1636—1677) — дружина князя Східної  Фризії Енно Людвіга, мала двох доньок;
- Емілія Юліана (1637—1706) — дружина князя Шварцбург-Рудольштадту Альберта Антона, мала сина та доньку;
- Август Людвіг (1639—1659) — останній граф Барбі-Мюлінгену, одруженим не був, дітей не мав;[3]
- Антонія Сибілла (1641—1684) — дружина графа Шварцбург-Зондерсгаузену Крістіана Вільгельма, мала семеро дітей.